# Transhumance en Sardaigne

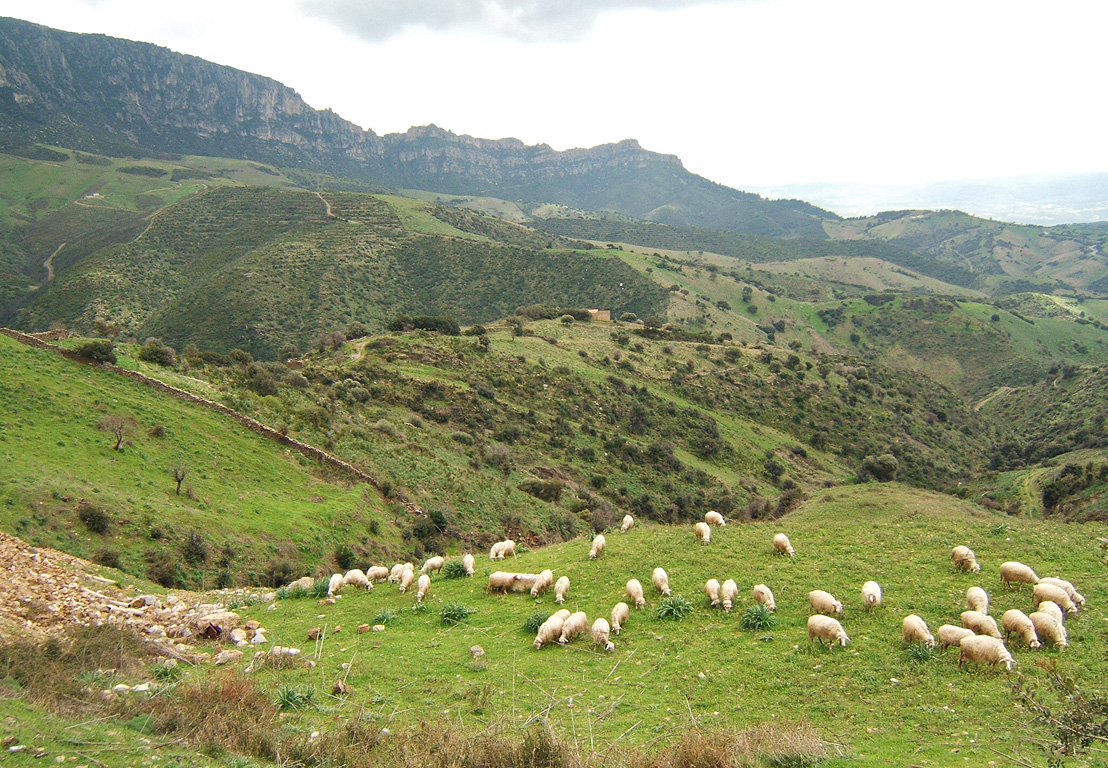
Troupeau de brebis sur la commune de Lula (Province de Nuoro)

La transhumance en Sardaigne doit son importance à l'importance de l'élevage ovin dans l'économie sarde.

## Localisation
La transhumance en Sardaigne s'est perpétuée comme une pratique d'élevage importante pendant des siècles, notamment car cette île de la Méditerranée est la première par le nombre d'animaux en libre pacage. Ce phénomène a été étudié par un universitaire français du XXe siècle, le professeur Maurice Le Lannou, agrégé d'histoire et de géographie en 1932.
La transhumance en Sardaigne est particulièrement observée dans les villages de Villagrande et Arzana, tous deux situés dans la Province de Nuoro, sur la partie orientale de l'île. La transhumance des bêtes était déjà constatée comme active à Arzana au XIXe siècle.
Les bergers remontaient les animaux au printemps et les redescendaient dès l'arrivée de l'automne, vers le bord de mer.
Parmi les bergers les plus pauvres, certains se sont sédentarisés dans les montagnes. Le docteur en géographie Robert Bergeron a tracé une carte des anciens parcours de cette transhumance en Sardaigne, répertoriant les villages qui s'adonnaient à la poursuite de cette activité à travers les siècles. Selon lui, cette dimension très importante de la vie pastorale en Sardaigne est tout particulièrement constatée dans la Province de Nuoro, sur la façade orientale de l'île, dans les villages de l'intérieur de ce qui a constitué un temps la Province de l'Ogliastra avant d'être intégrée à la Province de Nuoro.

## Importance du pastoralisme dans l'île
Le pastoralisme est resté très important pendant la plus grande partie du XXe siècle car il est adapté à un terrain montagneux. Avec 3,5 millions de têtes à la fin du XXe siècle, les moutons sont le cheptel le plus nombreux de l'île. Dix fois plus nombreux que les vaches, ce cheptel était déployé de manière intermittente sur près de la moitié de la surface agricole et forestière de l'île.
Au milieu des années 1960, le produit de l'élevage sarde, qu'il s'agisse de viandes, de fromages, une activité très importante, et de laines, représentait de 45 à 50 % de la production brute commercialisable de la terre dans l'île de Sardaigne, avec trois millions de têtes de petit bétail.
Le fromage de brebis (pecorino sardo) est célèbre dans le monde entier. Il est produit à partir du lait de brebis sarde, une race locale. Ce fromage est protégé par le label de qualité européen DOP. Il est habituellement consommé avec la carta musica ou pistoccu (it), pain très fin en semoule de blé dur.
Selon le recensement effectué en 1961 par le ministère de l'agriculture de l'Italie, les entreprises pastorales à ovins, les plus importantes et pour la plupart familiales, étaient au nombre de 28 354 sur l'île de Sardaigne, soit une progression d'environ 15% en un quart de siècle par rapport aux 24 863 recensés en 1936. D'après l'estimation du docteur en géographie Robert Bergeron, il y aurait eu au début des années 1960 un total proche de 40 000 à 45 000 personnes vivant du pastoralisme en Sardaigne, si on y inclut des salariés qui assurent la garde des petits troupeaux, appelés les ""servi pastoř", mais aussi les éleveurs de bovins, des chèvres ou des porcs.

## Reconnaissance officielle
La transhumance des bergers et des éleveurs sardes, avec son « ensemble de rituels festifs qui accompagnent le départ des bêtes pour les pâturages », a bénéficié d'une reconnaissance tardive, à l'échelle internationale, bien qu'étant connue par les services des ministères de l'Agriculture dans de nombreux pays. Elle a en particulier été d'abord été reconnue par la France en juin 2020 comme faisant partie du "patrimoine culturel immatériel" (PCI), ce qui a constitué une première étape vers une inscription à l'UNESCO. Ainsi, à partir de décembre 2019, la transhumance dans les Alpes et en Méditerranée est inscrite sur la liste représentative pour des pays comme l’Autriche, la Grèce et l’Italie, la France étant également concernée.

## Transhumance dans le secteur d'Arzana
En Sardaigne, cette pratique est restée vivante dans plusieurs secteurs dont celui d'Arzana, où le troupeau de moutons dirigé par un berger sarde, Vincenzo Loi, effectue une transhumance, se déplaçant entre l'hiver et l'été, suivi par Sebastiano Mannia, anthropologue à l'Université de Sassari et Giuseppe Melis, expert en tourisme et professeur à l'Université de Cagliari, ainsi que Marco Melis, maire d'Arzana.
Le maire d'Arzana s'est réjoui de cette initiative et a estimé que les images de la transhumance partagée par les visiteurs « resteront gravées dans notre mémoire pendant de nombreuses années ».

## Renaissance touristique
La renaissance touristique des secteurs les plus sauvages de l'île de Sardaigne est allée de pair avec l'intérêt des visiteurs pour les spécificités de la transhumance en Sardaigne.
L'Association italienne du tourisme responsable,, fondée en 1998 pour œuvrer dans le tourisme durable, s’est impliquée dans la valorisation de l'âne sarde comme figure de la randonnée en Sardaigne, à travers les chemins de transhumance, depuis sa reconnaissance par l'UNESCO. Le français Jean-Luc Madinier et son agence d'écotourisme "Sardaigne en liberté" sont connus pour organiser des trekkings dans la montagne sarde avec des ânes sardes,, les randonneurs accompagnant moutons et chèvres le long des anciens itinéraires de transhumance, pour se rendre dans des refuges et bergeries, où l'on déguste les spécialités comme les fromages pecorino sardo et les culurgiones, avec des bergers et guides qui leur font connaître les anciennes pratiques.
Cette renaissance s'effectue dans le sillage du travail conduit en collaboration par les anthropologues Sebastiano Mannia et Bachisio Bandinu (it), afin de faire découvrir aux voyageurs transitant par "Sardaigne en liberté" cette tradition considérée comme millénaire, en résonance avec différents aspects des traditions culinaires. L'anthropologue Sebastiano Mannia est l'auteur d’une thèse sur la transhumance en Sardaigne.